# Championnat du Sénégal de football 2021
Navigation
Ligue 1 2019-2020 Ligue 1 2021-2022
La saison 2021 de Ligue 1 sénégalaise est la cinquante-huitième édition du championnat du Sénégal de football et la treizième sous l'appellation « Ligue 1 ».
Comme il n'y a pas eu de relégation ni de promotion la saison passée, ce sont les mêmes équipes de la saison 2019-2020 qui participent à ce championnat.
Teungueth FC remporte son premier titre de champion du Sénégal à l'issue de la saison.

## Classement
| Rang | Équipe               | Pts | J  | G  | N  | P  | Bp | Bc | Diff |
| ---- | -------------------- | --- | -- | -- | -- | -- | -- | -- | ---- |
| 1    | Teungueth FC         | 52  | 26 | 15 | 7  | 4  | 36 | 11 | +25  |
| 2    | Diambars FC          | 46  | 26 | 12 | 10 | 4  | 37 | 18 | +19  |
| 3    | AS Génération Foot T | 46  | 26 | 12 | 10 | 4  | 29 | 12 | +17  |
| 4    | AS Pikine            | 41  | 26 | 11 | 8  | 7  | 31 | 27 | +4   |
| 5    | Jaraaf               | 41  | 26 | 12 | 5  | 8  | 23 | 22 | +1   |
| 6    | Casa SportC          | 36  | 26 | 7  | 15 | 4  | 26 | 17 | +9   |
| 7    | Mbour Petite-Côte FC | 31  | 26 | 9  | 4  | 13 | 21 | 30 | -9   |
| 8    | AS Douanes           | 30  | 26 | 7  | 9  | 10 | 29 | 36 | -7   |
| 9    | CNEPS Excellence     | 29  | 26 | 7  | 8  | 11 | 22 | 32 | -10  |
| 10   | ASAC Ndiambour       | 29  | 26 | 7  | 8  | 11 | 18 | 31 | -13  |
| 11   | AS Dakar Sacré-Cœur  | 28  | 26 | 6  | 10 | 10 | 19 | 29 | -10  |
| 12   | US Gorée             | 27  | 26 | 7  | 6  | 13 | 21 | 31 | -10  |
| 13   | Stade de Mbour       | 26  | 26 | 6  | 8  | 12 | 16 | 26 | -10  |
| 14   | NGB Niarry Tally     | 24  | 26 | 6  | 6  | 13 | 25 | 31 | -6   |

|  | Qualification pour la Ligue des champions de la CAF 2021-2022                                      |
|  | Qualification pour la Coupe de la confédération 2021-2022                                          |
|  | Relégation en Ligue 2                                                                              |
|  | T : Tenant du titre C : Vainqueur de la Coupe du Sénégal de football 2020-2021 P : Promu de Ligue2 |

## Bilan de la saison
| Championnat du Sénégal de football 2021 |                                |
| Champion                                | Teungueth Football Club        |
| Coupes et trophées                      |                                |
| Vainqueur de la Coupe du Sénégal 2021   | Casa Sport                     |
| Qualifications continentales            |                                |
| Ligue des champions de la CAF 2021-2022 | Teungueth Football Club        |
| Coupe de la confédération 2021-2022     | Diambars Football Club         |
| Promotions et relégations               |                                |
| Promus en Ligue 1                       | Guédiawaye FC                  |
| Promus en Ligue 1                       | ASC La Linguère de Saint-Louis |
| Relégués en Ligue 2                     | Stade de Mbour                 |
| Relégués en Ligue 2                     | NGB ASC Niary Tally            |